# Jahrbuch der Gesellschaft für die Geschichte des Protestantismus
Jahrbuch der Gesellschaft für die Geschichte des Protestantismus - czasopismo poświęcone historii protestantyzmu, wydawane w Wiedniu w drugiej połowie XIX wieku.